# Stade Municipal de Mahamasina
Das Stade Municipal de Mahamasima, genannt seit 2021 Le Kianja Barea (Malagasy Kianja Barea Mahamasina, französisch Stade Barea) ist ein Fußballstadion mit Leichtathletikanlage im Stadtteil Mahamasina der madagassischen Hauptstadt Antananarivo. Die am künstlich angelegten See Lac Anosy gelegene Anlage mit 22.000 Plätzen wird neben dem Fußball auch für Partien im Rugby Union und Leichtathletik genutzt. Bei Kulturveranstaltungen können bis zu 40.000 Besucher eingelassen werden. 2007 wurden im Stade Municipal de Mahamasina die siebten Indian Ocean Island Games ausgetragen. Das Stadion wurde in den Jahren 1977, 1990, 1997, 2020 renoviert und erweitert.

## Zwischenfälle
Mehrmals kamen im Stadion durch Zwischenfälle Besucher ums Leben oder wurden verletzt. 
- Am 7. März 2005 kamen zwei Kinder ums Leben, als Ordner das vollbesetzte Stadion schließen wollten, aber noch mehrere hundert Person zur Partie zwischen den Kaizer Chiefs und dem madagassischen Verein USJF Ravinala eingelassen werden wollten.[1]
- 2014 wurde bei einer Explosion vor dem Stadion ein Kleinkind getötet und weitere Menschen verletzt.[2]
- Bei einem Konzert anlässlich des Nationalfeiertages am 26. Juni 2016 explodierte eine Granate im Stadion. Zwei Menschen wurde getötet und rund 80 Menschen wurden verletzt.[2]
- Beim Qualifikationsspiel zum Afrika-Cup 2019 zwischen Madagaskar und dem Senegal am 9. September 2018 kam es zu einem großen Ansturm auf die überfüllte Spielstätte. Stunden vor dem Spiel hatten sich kilometerlange Warteschlangen gebildet. Ein Mensch kam zu Tode und 37 weitere wurden verletzt.[3]
- Am Nationalfeiertag 2019 kam es zu einem Ansturm vor dem Konzert des Musikers Rossy. Bei dem Unglück im überfüllten Stadion verloren 15 Menschen ihr Leben und 80 weitere wurden verletzt.[4]
- Bei der Eröffnungszeremonie zu den Indian Ocean Island Games 2023 am 25. August kam es zu einer Massenpanik bei der mindestens 13 Menschen getötet und mindestens 107 Personen verletzt worden sind, die versuchten das Stadion zu betreten.[5][6][7]

## Umbenennung des Stadions
Im Jahr 2020 wurde das Stadion, quasi als eine Hommage an die madagassische Fußballnationalmannschaft, in deren Spitznamen „Barea“ umbenannt. Zuvor lautete der Name Stade Municipal de Mahamasina oder Mahamasina-Stadion oder verkürzt Tana-Stadion.

## Galerie

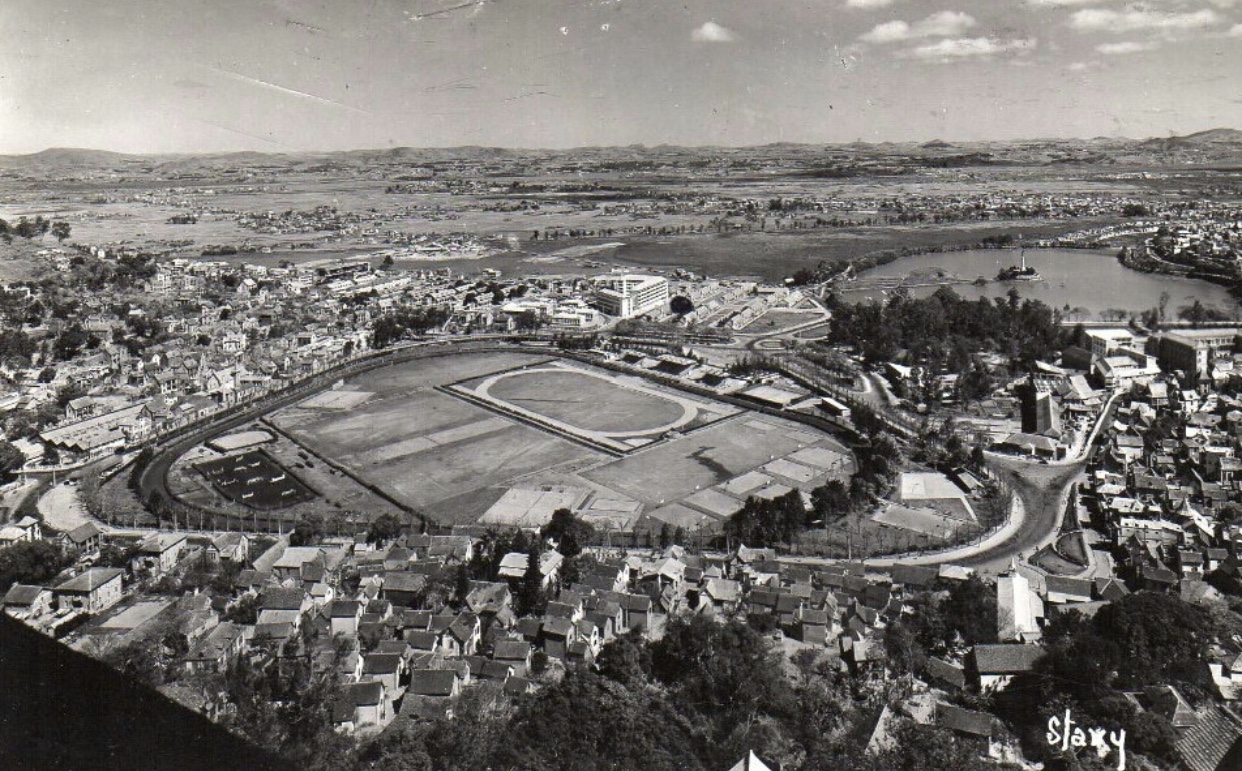
Das Stadion vor seiner Bebauung (um 1950)
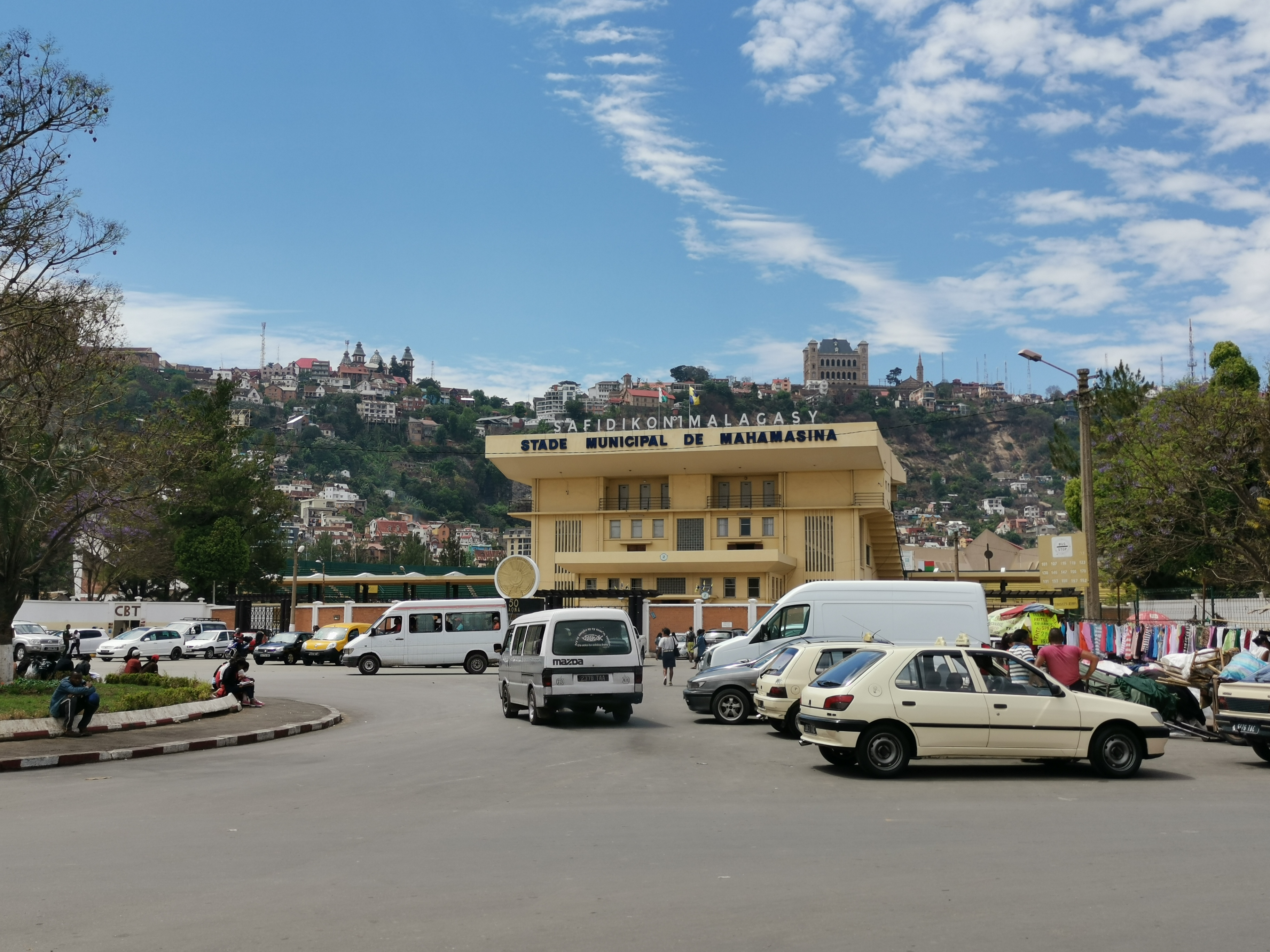
Stade municipal de Mahamasina (2019)
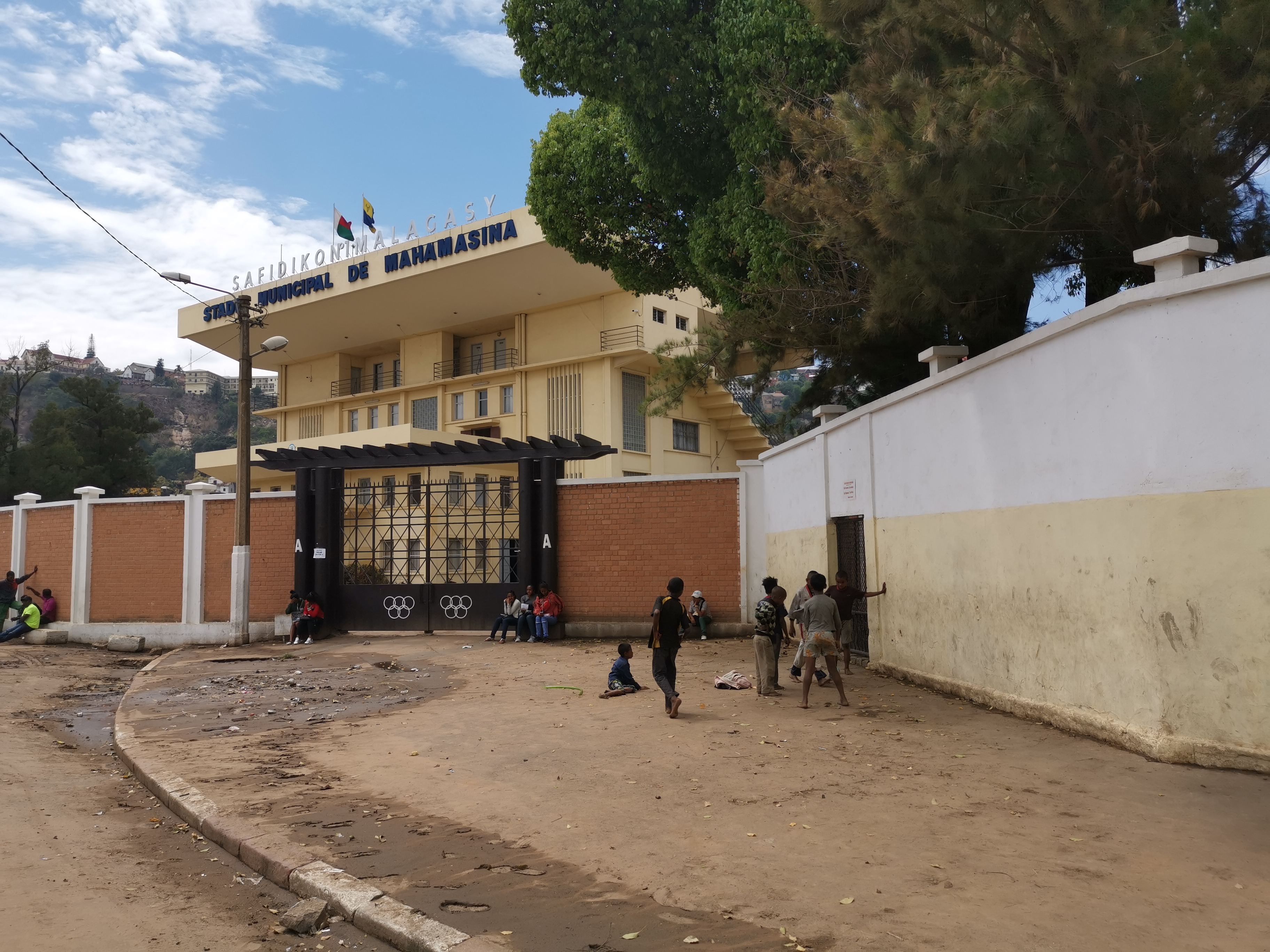
Stadion Eingangsbereich (2019).